# Irządze (województwo dolnośląskie)
Irządze (niem. Irrsingen) – wieś w Polsce położona w województwie dolnośląskim, w powiecie górowskim, w gminie Jemielno.

## Podział administracyjny
W latach 1975–1998 miejscowość administracyjnie należała do województwa leszczyńskiego.

## Zabytki
Do wojewódzkiego rejestru zabytków wpisany jest obiekt:
- gorzelnia, z drugiej połowie XIX w.